# Гафуров, Юрий Валентинович
Юрий Валентинович Гафуров (15 января 1945, Москва — 15 марта 2020, Москва) — литературный критик, поэт, переводчик.

## Биография
Юрий Валентинович Гафуров родился 15 января 1945 г. в Москве.
Его отец, Гафуров Валентин Шарифович (06.02.21 — 28.02.77 гг.), и мать, Гафурова (Шульц) Нэтти Сергеевна (13.01.21 — 19.05.99 гг.), всю жизнь работали в области просвещения и народного образования.
В 1961 г. он окончил среднюю школу.
В 1961—1963 гг. учился в Московском областном педагогическом институте имени Н.Крупской.
В 1964—1968 гг. учился в Московском автомобильно-дорожном институте.
С 1963 года сотрудничал с различными средствами массовой информации и телевидением. До 1973 года — литсотрудник многотиражных газет ГУМа и завода им. Хруничева.
С 1973 по 1987 год работал в инженерном тресте «Росдороргтехстрой» Министерства автомобильных дорог РСФСР (начальник отдела, осуществляющего функции пресс-службы, киностудии, пропаганду передового опыта рабочих). Автор десятков брошюр, статей, документальных фильмов, выставок.
В 1979 году поступил и в 1985 году окончил Литературный институт им. А. М. Горького Союза писателей СССР (семинар Е. Ю. Сидорова). Получил специальность «литературный работник».
В 1987—1992 годах работал в Литературном институте начальником Отдела международных связей.
В 1992—2002 годах — начальник управления образования, науки, социальной, кадровой и правовой политики, зам. начальника экономического департамента Министерства культуры РФ.
С его активным участием и под его руководством была разработана и реализована инновационная социальная политика Министерства культуры и правительства РФ, которая позволила в сложный для искусства период экономически и морально поддержать талантливых молодых и известных музыкантов, ветеранов сцены, научных работников и др. Были учреждены стипендии и пенсии Президента РФ для наиболее талантливых студентов и заслуженных работников культуры и искусства. Разработаны и внесены поправки в федеральное законодательство, приравнявшие участников фронтовых концертных бригад и театров к участникам Великой Отечественной войны. По его инициативе и под его руководством Минкультуры России приняло участие в президентских программах социальной реабилитации для детей-инвалидов, детей-сирот и старшего поколения.
С 2005 по 2013 год работал внештатным продюсером и консультантом в актерских и театральных агентствах, в том числе в театральном агентстве «Арт-партнер ХХI», представляющем собой образец наиболее успешной российской антрепризы и отмеченном престижной премией «Хрустальная Турандот».
С 2013 по 2014 год руководил Центром по изучению проблем реабилитации инвалидов средствами искусства Российской государственной специализированной академии искусств Министерства культуры РФ, в котором разрабатывались и издавались методические рекомендации преподавателей Академии по реабилитации и социализации студентов с ограниченными физическими возможностями средствами музыкального, театрального, изобразительного и литературного искусств.
С 2014 был внештатным консультантом организаций предпринимательской деятельности в областях культуры, искусства, строительства, инвестиционно-финансовой деятельности.
С 2016 года был историческим консультантом в производстве ряда художественных фильмов. Один из них, «Уроки фарси», премьера которого состоялась в 2020 году на Берлинском кинофестивале, вошел в список претендентов на номинацию премии Европейской киноакадемии — альтернативы американского «Оскара». Заслуги Юрия Валентиновича в достоверном воссоздании исторической атмосферы, его глубокое знание истории особо отмечены режиссером фильма Вадимом Перельманом.
Похоронен на Преображенском кладбище Москвы.

## Награды и звания
Благодарственная грамота Президента Российской Федерации, 1995.
Классный чин государственной службы: государственный советник Российской Федерации первого класса, Указ Президента РФ, 1997.

## Книги
Гафуров, Юрий Валентинович. Лирические эпиграммы и переводы. — М., 2003.Литературно-художественное издание, Художественный редактор: Чаброва И.А., Технический редактор: Архипцов А.А., Издание подготовлено и выпущено отделом компьютерных и издательских технологий ГУК «Творческий лицей».
Гафуров, Юрий Валентинович. Стихи в альбом прекрасной даме N и переводы куртуазной поэзии, — 2-е изд., переработанное и дополненное. , М.,ЭКОН, 2010.
Гафуров, Юрий Валентинович. Иронические стихи. — 3-е издание, переработанное и дополненное. — М.: ОнтоПринт, 2016. — ISBN 978-5-906802-90-3.
Гафуров, Юрий Валентинович. Переводы куртуазной и некуртуазной поэзии. — 3-е, переработанное и дополненное. — М.: ОнтоПринт, 2016. — ISBN 978-5-906802-92-7.
Гафуров, Юрий Валентинович. Иронические стихи (из неизданного) и Состязание переводчиков. — М.: ОнтоПринт, 2020. — ISBN 978-5-00121-295-9.
{Нормативный контроль : VIAF: 121151776806618012312}
1. ↑  Выпускники 1985 года | Литературный институт имени А.М. Горького. litinstitut.ru. Дата обращения: 10 января 2021. Архивировано 25 ноября 2020 года.